# Фінал кубка Англії з футболу 1897
Фінал кубка Англії з футболу 1897 — 26-й фінал найстарішого футбольного кубка у світі. Учасниками фіналу були «Астон Вілла» і «Евертон». Володарем кубкового трофею стала «Астон Вілла».

## Шлях до фіналу
| «Астон Вілла»      | «Астон Вілла» | «Астон Вілла»                                                                    | Раунд        | «Евертон»          | «Евертон» | «Евертон»                |
| ------------------ | ------------- | -------------------------------------------------------------------------------- | ------------ | ------------------ | --------- | ------------------------ |
| Суперник           | Результат     | Матчі                                                                            |              | Суперник           | Результат | Матчі                    |
| «Ньюкасл Юнайтед»  | 5—0           | 5—0 вдома                                                                        | Перший раунд | «Бертон Вондерерз» | 5—2       | 5—2 вдома                |
| «Ноттс Каунті»     | 2—1           | 2—1 вдома                                                                        | Другий раунд | «Бері»             | 3—0       | 3—0 вдома                |
| «Престон Норт-Енд» | 4—3           | 1—1 на виїзді, 0—0 вдома (перегравання), 3—2 на нейтральному полі (перегравання) | Третій раунд | «Блекберн Роверз»  | 2—0       | 2—0 вдома                |
| «Ліверпуль»        | 3—0           | 3—0 на нейтральному полі                                                         | 1/2 фіналу   | «Дербі Каунті»     | 3—2       | 3—2 на нейтральному полі |

## Матч
| 10 квітня 1897 |

| Астон Вілла                         | 3:2      | Евертон           |
| ----------------------------------- | -------- | ----------------- |
| Кемпбелл 18' Велдон 35' Крабтрі 44' | Протокол | Белл 23' Бойл 28' |

| Крістал Пелес, Лондон Глядачів: 65 891 Арбітр: Дж.Льюїс |

|  |  |

|                  |  |                 |  |
|                  |  |                 |  |
| В                |  | Джиммі Вайтхаус |  |
| З                |  | Говард Спенсер  |  |
| З                |  | Джек Рейнольдс  |  |
| ПЗ               |  | Альберт Еванс   |  |
| ПЗ               |  | Джеймс Кауан    |  |
| ПЗ               |  | Джиммі Крабтрі  |  |
| Н                |  | Чарлі Атерсміт  |  |
| Н                |  | Джек Деві (к)   |  |
| Н                |  | Джон Кемпбелл   |  |
| Н                |  | Фред Велдон     |  |
| Н                |  | Джо Кауан       |  |
| Головний тренер: |  |                 |  |
| Джордж Ремзі     |  |                 |  |

|                  |  |                   |  |
|                  |  |                   |  |
| В                |  | Боб Менгем        |  |
| З                |  | Пітер Міган       |  |
| З                |  | Девід Стор'єр     |  |
| ПЗ               |  | Дікі Бойл         |  |
| ПЗ               |  | Джонні Голт       |  |
| ПЗ               |  | Вільям Стюарт (к) |  |
| Н                |  | Джек Тейлор       |  |
| Н                |  | Джек Белл         |  |
| Н                |  | Абрагам Гартлі    |  |
| Н                |  | Едгар Чедвік      |  |
| Н                |  | Альфред Мілворд   |  |
| Головний тренер: |  |                   |  |
| Дік Молінекс     |  |                   |  |